# Associazione delle Donne del Pan-Pacifico e del Sud-est asiatico
L'Associazione delle Donne del Pan-Pacifico e del Sud-est asiatico (in inglese Pan-Pacific and Southeast Asia Women's Association), in passato Associazione delle Donne del Pan-Pacifico (Pan-Pacific Women's Association), è un'organizzazione internazionale fondata nel 1928.

## Presidenti internazionali
Di seguito l'elenco delle presidenti internazionali:
| Nº  | Nome                       | Mandato   | Nazionalità   |
| --- | -------------------------- | --------- | ------------- |
| 1º  | Jane Addams                | 1928      | Stati Uniti   |
| 2⁰  | F.M. Swanzy                | 1930      | Hawaii        |
| 3⁰  | Georgina Sweet             | 1930-1934 | Australia     |
| 4⁰  | C. Tsume Gauntlett         | 1934-1937 | Giappone      |
| 5⁰  | A.L. Andrews               | 1937-1949 | Hawaii        |
| 6º  | Josephine Schlain          | 1949-1955 | Stati Uniti   |
| 7⁰  | Fernanda Balboa            | 1955-1961 | Filippine     |
| 8º  | Jessie Robertson           | 1961-1964 | Australia     |
| 9º  | Clorinda Lucas             | 1964-1968 | Hawaii        |
| 10º | Eunice Nieukerke           | 1968-1972 | Nuova Zelanda |
| 11⁰ | Mary Lee                   | 1972-1975 | Corea del Sud |
| 12º | Grace Stuart Nutley        | 1975-1978 | Stati Uniti   |
| 13⁰ | Annie Williams             | 1978-1981 | Figi          |
| 14⁰ | Rinko Yamazaki             | 1981-1984 | Giappone      |
| 15⁰ | Ellestan Dusting           | 1984-1988 | Australia     |
| 16⁰ | Sumalee Chartikavanij      | 1988-1994 | Thailandia    |
| 17⁰ | Elizabeth Louis Girardi    | 1994-2000 | Stati Uniti   |
| 18⁰ | Nanasipau'u Tuku'aho       | 2000-2004 | Tonga         |
| 19⁰ | Viopapa Annandale-Atherton | 2004-2010 | Samoa         |
| 20⁰ | Theresa A. Hintzke         | 2010-2016 | Stati Uniti   |
| 21⁰ | Rahmah Abdul Hamid         | 2016-2019 | Malaysia      |
| 22⁰ | Mondhiya Bhangsbha         | Dal 2019  | Thailandia    |